# Sad Bear
Sad Bear ist das dritte Solo-Album des US-amerikanischen Sängers und Songwriters Tony Sly. Neben seiner Tätigkeit als Frontmann der Punkrock-Band No Use for a Name veröffentlichte Tony Sly zwei Solo-Alben allein und zwei weitere zusammen mit dem Sänger der Punk-Band Lagwagon, Joey Cape. Das Album erschien am 11. Oktober 2011 und wurde von Tony Sly und Jamie McMann produziert.
Anders als bei seiner Band No Use For A Name, dominieren hier wie auf seinen anderen Solo-Alben akustische Instrumente. Die Songs sind alle im Singer-Songwriter-Genre angesiedelt und nicht im Punkrock. Sad Bear war das letzte alleinige Solo-Album von Tony Sly vor seinem Tod am 31. Juli 2012.
Einige der Songs des Albums wurden nach seinem Tod von verschiedenen Künstlern, wie u. a. der Punkrock-Band Pennywise, auf dem 2013 erschienenen Tribut-Album The Songs of Tony Sly neu interpretiert.

## Titelliste
Alle Songs wurden von Tony Sly geschrieben.
1. „Dark Corner“ – 2:32
2. „Devonshire and Crown“ – 2:30
3. „Discomfort Inn“ – 2:53
4. „Hey God“ – 2:04
5. „Therapy“ – 2:25
6. „Burgies, Basics and You“ – 3:16
7. „In the End“ – 2:20
8. „Frances Stewart“ – 2:41
9. „Homecoming“ – 2:09
10. „The Monster“ – 2:25
11. „Flying South“ – 2:27
12. „San Mateo Fog Line“ – 3:26